# دشمن مردم (فیلم ۱۹۷۸)
دشمن مردم (به انگلیسی: An Enemy of the People) یک فیلم درام آمریکایی محصول سال ۱۹۷۸ به کارگردانی جورج شفر بر اساس اقتباسی از آرتور میلر در سال ۱۹۵۰ از نمایشنامه هنریک ایبسن در سال ۱۸۸۲ است. در این فیلم استیو مک‌کوئین در نقش دانشمند توماس استاکمن، چارلز دارنینگ در نقش برادرش پیتر و بیبی آندرشون در نقش همسرش کاترین بازی می‌کنند.

## داستان
یک دانشمند وقتی متوجه می‌شود چشمه آبگرم یک شهر آلوده شده‌است، در مقابل همه ساکنان شهر قرار می‌گیرد و…

## تولید
فیلمبرداری در ۳۰ اوت ۱۹۷۷ پس از یک تمرین سه هفته ای آغاز شد.
بودجه این فیلم در ابتدا ۲٫۵ میلیون دلار بود اما به ۳ میلیون دلار رسید. مک کوئین خود را وارد فیلم کرد و تا آنجا پیش رفت که گریم خود را بر اساس عکس‌های صحنه سوئد در سال ۱۹۰۲ از نمایشنامه قرار داد، شخصاً بر ساخت دکورها نظارت داشت و به سخنان اوج طولانی نمایشنامه پایبند بود، هر چند که خلاف آن بود. سبک کم حرفی که علامت تجاری او بود.